# Paloma Bloyd
Paloma Bloyd (Chicago, 1988. március 6. –) amerikai-spanyol színésznő.

## Életrajz
Az Amerikai Egyesült Államokban, Chicagóban született spanyol anya és amerikai apa gyermekeként. Tízéves koráig Spanyolországban, Gijónban lakott szüleivel, majd a családjával együtt visszatért az Egyesült Államokban. Itt érettségizett, majd pszichológiát tanult a főiskolán, ahol azonban egy év után rájött, hogy inkább a színész szeretne lenni, ezért otthagyta az főiskolát. Az Actors Studio of Chicago elnevezésű színi tanoda dráma kurzusára jelentkezett, ahol több színdarabban szerepelt. Ezt követően Floridába költözött, ahol édesanyja tanárként és újságíróként dolgozott. Paloma itt a helyi Telemundo csatorna műsorvezetőjeként kezdett el dolgozni, a Chocolate Mix elnevezésű műsorban.
Miután befejezte amerikai tanulmányait, elhatározta, hogy visszaköltözik Spanyolországba, ahová édesanyja is követte. Gijónban folytatta tanulmányait az Asztúriai Színművészeti Főiskolán (ESAD), majd főiskolai hallgatóként jelentkezett a Supermodelo 2007 reality show-ba, ahol egészen az ötfős elődöntőig jutott.
A Supermodeo-ból ismertséget szerzett Paloma több márka reklámarca lett (Oso Blanco, Maribel Salvy). 2010-ig több kisebb spanyol sorozatban kapott szerepet, majd részt az Internátus szereplőválogatásán, ahol Julia Medina szerepére jelentkezett, amit végül Blanca Suárez kapott meg. Paloma mindössze egy 3 részből álló mellékszerepet kapott az Antena 3 csatornán futó Internátusban. Az Internátust követően az Antena 3 új sorozatában, a Bárkában is csak vendégszerepet kapott, mindössze 4 epizódban szerepelt az általa megformált karakter, Dulce.
2011-ben a Greenpeace "RetornaTour" elnevezésű kampányában személyesen részt vett, melyben a műanyag palackok betétdíjas visszaváltási rendszere mellett kampányolt.
Első mozifilmes szerepét is 2011-ben kapta, a 2004-es madridi terrortámadást feldolgozó, Enrique Urbizu rendezte Nem lelnek békére a gazemberek (No habrá paz para los malvados) című filmben kapott nevesítetlen mellékszerepet. 2012-ben a Bruce Willis főszereplésével készült Az igazság nyomában című akciófilmben alakította Christina szerepét.
Főszerepet először a 2014-ben bemutatott, az olasz Federico Moccia regényéből készült filmfeldolgozásban, a Bocsánat, hogy szeretlek (Perdona si te llamo amor) című romantikus filmben játszott, ahol Nikit, egy 17 éves tinédzserlányt kellett alakítania, akinek a korkülönbséget figyelmen kívül hagyó szerelméről szólt a film.

## Filmek, sorozatok

### Filmek
- Nem lelnek békére a gazemberek (2011)
- Az igazság nyomában (2012)
- Bocsánat, hogy szeretlek (2014)
- Little Galicia (2015)

### Sorozatok
- Cuestión de sexo (Cuatro) (2009)
- Doctor Mateo (Antena 3), mint Sonia (2009-2010)
- Inocentes (Telecinco), mint Sara (2010)
- La hora de José Mota (2010)
- No soy como tú (Antena 3), mint Violette (2010)
- Internátus (Antena 3), mint Sara (2010)
- Sofía (Antena 3), mint Tatiana Radziwill (2011)
- Ángel o demonio (Telecinco), mint Gala (2011)
- Bárka (Antena 3), mint Sara (2011-2012)
- Águila Roja (TVE), mint Lola (2011-2013)
- Borgia (Canal+), mint Carlotta d'Aragona (2013)

### Rövidfilmek
- Marisa (2009)
- No existe el adiós (2010)
- Atracones (2010)
- La Primera Noche (2012)
- I Feel Lost (2012)

## Magánélete
2008 márciusában szerepelt a spanyol FHM férfimagazin címlapján.

## Fordítás
- Ez a szócikk részben vagy egészben  a   Paloma Bloyd című spanyol Wikipédia-szócikk fordításán alapul.  Az eredeti cikk szerkesztőit annak laptörténete sorolja fel. Ez a jelzés csupán a megfogalmazás eredetét és a szerzői jogokat jelzi, nem szolgál a cikkben szereplő információk forrásmegjelöléseként.